# Élevage de l'oie

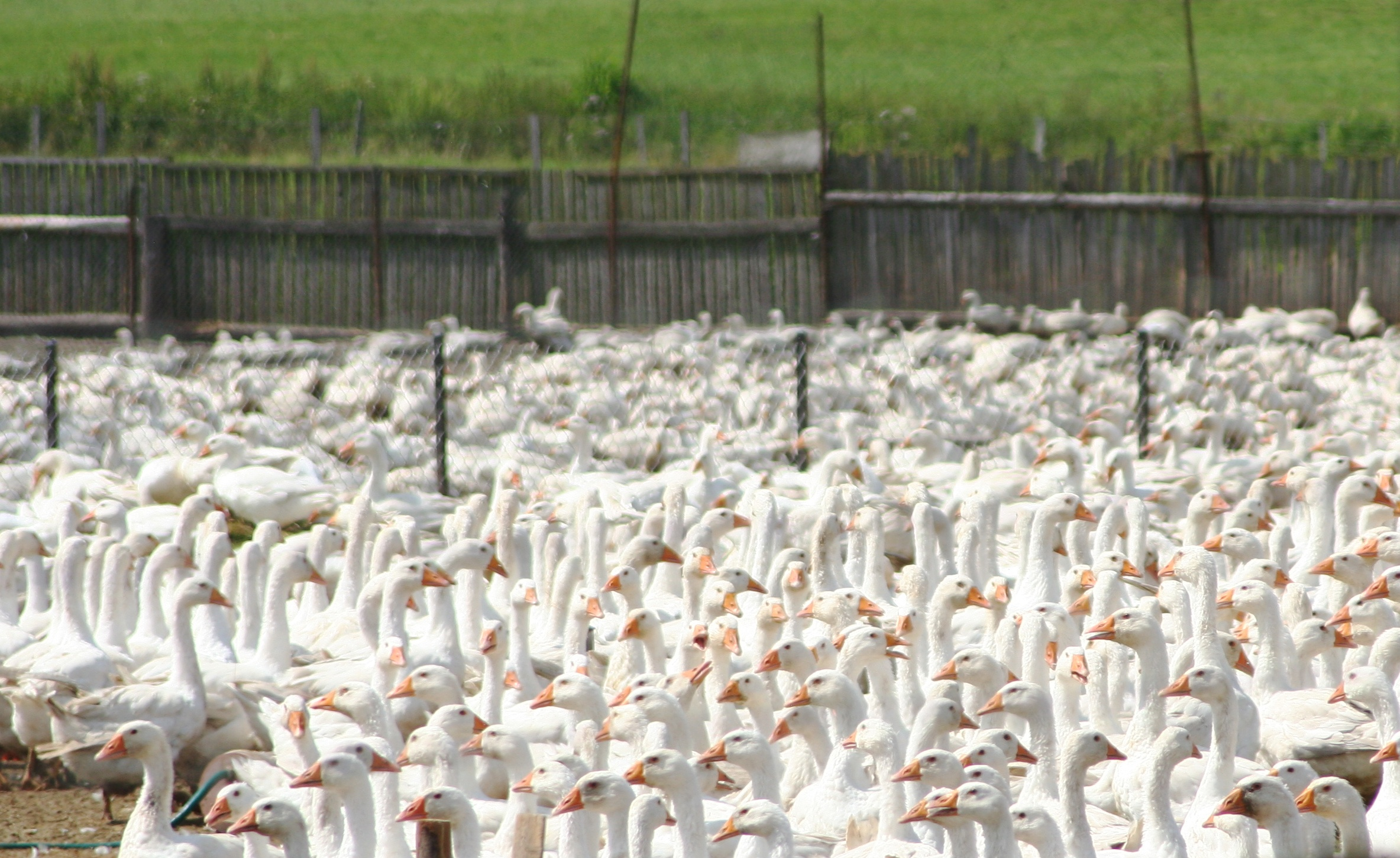
Ferme d'oies en Pologne.

L'élevage de l'oie ou élevage ansérin ou ansériculture concerne le fait d'élever des oies domestiques pour la production de viande, de plumes (et de duvets) et de foie gras au profit des humains. Contrairement à la poule, les œufs d'oie ne sont pas une raison principale d'élevage.
La production mondiale d'oie a fortement augmenté ces dernières années, celle de 2008 étant près de huit fois plus importante qu'en 1962.
| 1962  | 1964  | 1966  | 1968  | 1970  | 1972   | 1974  | 1976  | 1978  | 1980  | 1982  | 1984  | 1986  | 1988   | 1990   | 1992   | 1994   | 1996   | 1998   | 2000   | 2002   | 2004   |
| 37737 | 40928 | 44491 | 50302 | 54577 | 57625. | 61283 | 63091 | 67214 | 69272 | 76120 | 81216 | 92542 | 113765 | 131557 | 163788 | 209338 | 220645 | 210161 | 234497 | 267489 | 295127 |

Aujourd'hui, la production d'oie à rôtir représente une part infime de la production de volaille qui se concentre autour du poulet et de la dinde. En 2010, la production française d'oie était établie à 0,1 % sur une production annuelle de 1 650 000 tonnes d'équivalent carcasses.
Pour la production de foie gras, la part issue de l'oie est de 3 % uniquement en France en 2012, 97 % des 19 190 tonnes étant d'origine de canard. La production de canard domine au niveau européen et représente environ 90 % des tonnages en 2011.